# Han Hye-ri
Han Hye-ri (Gwangmyeong; 24 de agosto de 1997) es una cantante y actriz surcoreana. Ella es conocida como una exconcursante de Produce 101 y como miembro del grupo de chicas I.B.I.

## Carrera

### 2016:Produce 101,I. B. I y actuación
En 2016, Han representó a Star Empire Entertainment en Produce 101, un espectáculo donde finalmente 11 concursantes formaron el grupo de chicas I. O. I. En el episodio final, fue clasificada en el lugar número 12. A pesar de no llegar a la final recibió ofertas para aparecer en varios anuncios publicitarios y se convirtió en vocera de la marca de cosméticos Delight18. En mayo, Star Empire Entertainment anunció que ella haría su debut como miembro del grupo OMZM.
En agosto de 2016, se unió al proyecto grupal de LOEN Entertainment I. B. I. El grupo lanzó el single digital "Molae Molae" (몰래몰래 ()) el 18 de agosto. El 19 de agosto, I. B. I celebró un guerrilla concert 'Run to You' en Dongdaemun Design Plaza. El  22 de septiembre, I. B. I, viajó a Bangkok para la filmación de su reality show Hello I. B. I.
En 2017 Han interpretó a Yeri en el drama de The Idolmaster KR. El 3 de enero, firmó contrato como artista de Star Empire, pero dejó la agencia el 25 de julio.

## Filmografía

#### Drama
| Año  | Red | Título            | Papel |
| ---- | --- | ----------------- | ----- |
| 2017 | SBS | The Idolmaster KR | Yeri  |

#### Reality
| Año  | Red        | Título                  | Episodio(s) |
| ---- | ---------- | ----------------------- | ----------- |
| 2016 | Mnet       | Produce 101             | Ep. 1 - 11  |
| 2016 | OnStyle    | Giboutique              | Ep. 5       |
| 2016 | KBS joHa H | Idol Intern King        | Ep. 1 - 20  |
| 2016 | Mnet       | The God of Music 2      | Ep. 9       |
| 2016 | Mnet       | Lan Cable Friends I.O.I | Ep. 2       |
| 2016 | MBC        | Idol Cooking King       |             |
| 2016 | JTBC       | Hello I.B.I             | Ep. 1 - 6   |
| 2017 | Mnet       | Golden Tambourine       | Ep. 6       |
| 2017 | JTBC       | Mixnine                 | Ep. 3       |